# Pseudocyon
Pseudocyon es un género de carnívoros extintos de la familia Amphicyonidae que vivió en el Mioceno, viviendo 23.3—7.2 Mya, existiendo desde hace unos 5,3  millones de años. Se han encontrado fósiles en los Estados Unidos y Europa.

## Especies
- P. sansaniensis
- P. steinheimensis
- P. styriacus